# Staying Alive Bee Gees Best
A Staying Alive Bee Gees Best című lemez a Bee Gees  együttes 1990-ben kiadott német kiadású válogatáslemeze.

## Az album dalai
1. New York Mining Disaster 1941 (Barry és Robin Gibb) – 2:10
2. To Love Somebody (Barry és Robin Gibb) – 3:00
3. Holiday (Barry és Robin Gibb) – 2:55
4. I Can't See Nobody (Barry és Robin Gibb) – 3:46
5. Massachusetts (Barry, Robin és Maurice Gibb) – 2:23
6. World (Barry, Robin és Maurice Gibb) – 3:12
7. Words (Barry, Robin és Maurice Gibb) – 3:16
8. I Started a Joke (Barry, Robin és Maurice Gibb) – 3:08
9. I've Gotta Get a Message To You (Barry, Robin és Maurice Gibb) – 2:59
10. Lamplight  (Barry, Robin és Maurice Gibb) – 4:46
11. First of May (Barry, Robin és Maurice Gibb) – 2:51
12. The Singer Sang His Song (Barry, Robin és Maurice Gibb) – 3:04
13. I.O.I.O.  (Barry és Maurice Gibb) – 2:44
14. Don't Forget To Remember   (Barry és Maurice Gibb) – 3:27
15. Tomorrow Tomorrow (Barry és Maurice Gibb) – 3:55
16. Night Fever (Barry, Robin és Maurice Gibb) – 3:31
17. Stayin' Alive (Barry, Robin és Maurice Gibb) – 4:46
18. Tragedy (Barry, Robin és Maurice Gibb) – 4:59

## Közreműködők
- Bee Gees